# Indrani
Indrani (în sanscrită इन्द्राणी, IAST : Indrāṇī), cunoscut și sub numele de Shachi (în sanscrită शची, IAST : Śacī), este regina divinității Deva în hinduism. Descrisă ca fiind atrăgător de frumoasă, mândră și bună, ea este fiica asurei Puloman⁠(d) și consoarta regelui devas, Indra.
Potrivit legendei, datorită frumuseții și senzualității ei cerești, Indrani a fost dorită de mulți bărbați, dintre care mulți au încercat să se căsătorească cu ea. Când Indra era plecat săvârșindu-și penitența pentru uciderea lui Vritasura⁠(d), Nahusha⁠(d), un rege muritor al dinastiei lunare, a fost ales ca conducător al raiului. Acesta din urmă a încercat să-l seducă pe Shachi și să o facă regina lui, deși ea a executat inteligent un plan de a-l detrona și de a se reuni mai târziu cu soțul ei.
Indrani (sau Aindri) este, de asemenea, una dintre Sapta Matrika⁠(d) - cele șapte mame divine. Ea este o zeiță importantă în Shaktism⁠(d), o sectă majoră a hinduismului.
Indrani este rar adorat ca o zeitate independentă și este cel mai adesea adorat împreună cu Indra în toată India. Ea este, de asemenea, o zeiță în jainism și budism, menționată în textele sacre ale acestor religii.

## Etimologie și epitete
La fel ca multe zeițe-consoarte vedice ale căror nume sunt derivate din numele soțului lor prin adăugarea unei terminații feminine, cuvântul Indrani (Indrāṇī) este derivat din Indra și înseamnă „soția lui Indra”.
Important, totuși, Indra este cunoscut și după numele soției sale; el este adesea menționat ca Shachipati (soțul lui Shachi), Shachindra (Indra lui Shachi) sau Shachivat (posesorul lui Shachi).
Shachi (Śacī) este un alt nume proeminent al lui Indrani. Potrivit lui Sir Monier Monier-Williams⁠(d), înseamnă „vorbire”, „putere a vorbirii” sau „elocvență”. Este derivat din cuvântul sanscrit shach, care înseamnă „vorbește”, „spune” sau „spune”. Shachi este, de asemenea, asociat cu cuvântul shak, care înseamnă „putere”, „putere”, „acțiune” sau „exploatare”.
David Kinsley⁠(d), un profesor cunoscut pentru cercetările sale despre zeițele hinduse, credea că cuvântul Shachi sugerează conceptul de mai târziu Shakti, personificarea puterii. 
Alți savanți folosesc „harul divin”. Alte nume includ:
- Aindri (Aindrī) – „soția lui Indra”
- Poulomi (Poulomī) – „fiica lui Puloman”
- Poulomuja (Poulomujā) – „fiica lui Puloman”
- Devarani (Devarāṇī) – „regina devasilor”
- Shakrani (Śakrāṇī) – „soția lui Shakra (Indra)”
- Mahendrani (Mahendrāṇī) – „soția lui Mahendra (Indra)”